# Ciça Moreira
Ana Cecília Lacerda Moreira, mais conhecida como Ciça Moreira (Poços de Caldas, 2 de outubro de 2006), é uma cantora, compositora e multi-instrumentista brasileira. Ciça começou sua carreira musical na infância e, atualmente reside em Piracicaba, São Paulo.

## Biografia e carreira
Ciça Moreira teve seu primeiro contato com o violão em 2012, aos 6 anos, enquanto morava em Araçatuba, São Paulo. Posteriormente, iniciou aulas de canto e demonstrou interesse pelo rock. Embora não tenha músicos na família, recebeu incentivo dos pais para aprender um instrumento, considerando os benefícios da música no desenvolvimento infantil. O gênero rock estava presente nas preferências musicais da família.
Em 2014, mudou-se para Dourados, Mato Grosso do Sul, onde prosseguiu com as aulas de violão e canto, participando de apresentações escolares, especialmente em festas juninas.

### 2018–2020: Início de carreira
Em 2018, aos 11 anos, iniciou sua trajetória musical em Piracicaba, São Paulo, como vocalista da banda The Leatles. No ano seguinte, passou a integrar a Rock Hope Kids Band, ambas compostas por crianças e dedicadas a interpretações de clássicos do rock. Com a Rock Hope, realizou apresentações pelo estado de São Paulo. A banda teve um vídeo divulgado em uma rede social do Capital inicial no qual interpretava a música "Música Urbana" e participou do Programa Mais Caminhos da EPTV, afiliada da TV Globo na região de Campinas. 

### 2020–presente: Adolescência e primeiros sucessos
Em 2020, durante a pandemia da COVID-19, Ciça Moreira foi convidada pelo Projeto Kids Rock for Kids para integrar a banda Six Continents formada por jovens músicos de seis continentes. O projeto realizou apresentações virtuais com o objetivo de arrecadar fundos para crianças desabrigadas ou em situação de vulnerabilidade ao redor do mundo.
Aos 13 anos participou da primeira edição do Canta Comigo Teen, da Record, apresentado pelo Rodrigo Faro. Chegou até a semifinal e teve repercussão nas redes sociais, tornando-se um dos assuntos mais comentados no Twitter.
Com 14 anos, começou a compor profissionalmente e lançou seu primeiro single autoral, Não Vou Voltar, marcando o início de sua carreira solo como artista independente. No mesmo ano, lançou seu primeiro álbum, No Meio do Caos, produzido durante a pandemia, com destaque para os singles Passe Bem e Acidez.
Foi convidada para ser a primeira intérprete do Legado Taffo, projeto idealizado por Fatima Taffo, irmã gêmea do guitarrista Wander Taffo, um dos nomes marcantes do rock nacional.
Em 2022, foi convidada para interpretar Feeling Good em um comercial da Buick, exibido no México. No mesmo ano, participou do evento beneficente Bahia Rock Aid ao lado de artistas como Badauí (CPM22), Egypcio (Tihuana) e Ivan Busic (Dr. Sin)
Lançou seu segundo álbum Conflitos abordando temas pessoais e reflexivos. O álbum contou com colaborações de nomes do rock nacional, incluindo Badauí (CPM22) na faixa Conflitos, Leela em frequência,  Bruno Sutter em Jogo de Xadrez e Ivan Sader em  Vamos Acabar?.
Com o fim da pandemia, realizou apresentações em Nova York pelo projeto Kids Rock For Kids, como vocalista da banda Six Continents, além de apresentar suas músicas autorais internacionalmente. No final do ano, dividiu o palco com Canisso e a banda Raimundos. além da banda T.R.E.N., que contava com Graveto na bateria e Mingau no baixo.
Em 2023, Ciça Moreira lançou um EP acústico com arranjos minimalistas. O trabalho apresenta instrumentação reduzida, como violão, voz e percussão leve, criando uma atmosfera intimista. O formato acústico busca destacar a interpretação vocal e a simplicidade das composições. No mesmo ano lançou uma versão da música Camila, Camila da banda Nenhum de Nós abordando a temática da violência doméstica. A releitura foi apresentada como uma forma de conscientização sobre a questão. Ainda em 2023, dividiu o palco com Badauí (CPM22) em um show em Poços de Caldas - MG e com o Egypcio (Tihuana) no Guaçu Rock.
O projeto sem fins lucrativos Kids Rock for Kids expandiu suas atividades nesse ano, incluindo apresentações em Nova York e Londres com o objetivo de arrecadar fundos para crianças da Ucrânia e outras em situação de vulnerabilidade. 
Em 2024, aos 17 anos, lançou seu terceiro álbum SÍNDRØME. O trabalho apresenta uma sonoridade que mescla influências de dubstep, trap, punk pop e metalcore. O álbum inclui os singles ANTICORPOS, MENTIRA FAVORITA e QUEM NUNCA?? este último com a participação de Egypcio(Tihuana). No mesmo ano, o single No Limite passou a integrar a programação da Rádio Rock, emissora de rock do Brasil. 
Ciça Moreira também se apresentou no festival GOV BALL, em Nova York, marcando sua estreia em um festival internacional de grande porte.
Além disso, participou de apresentações ao lado de Tico Santa Cruz (Detonautas) e da banda Leela em Piracicaba - SP, cidade onde reside.[carece de fontes?]